# Kabinett Muscat III

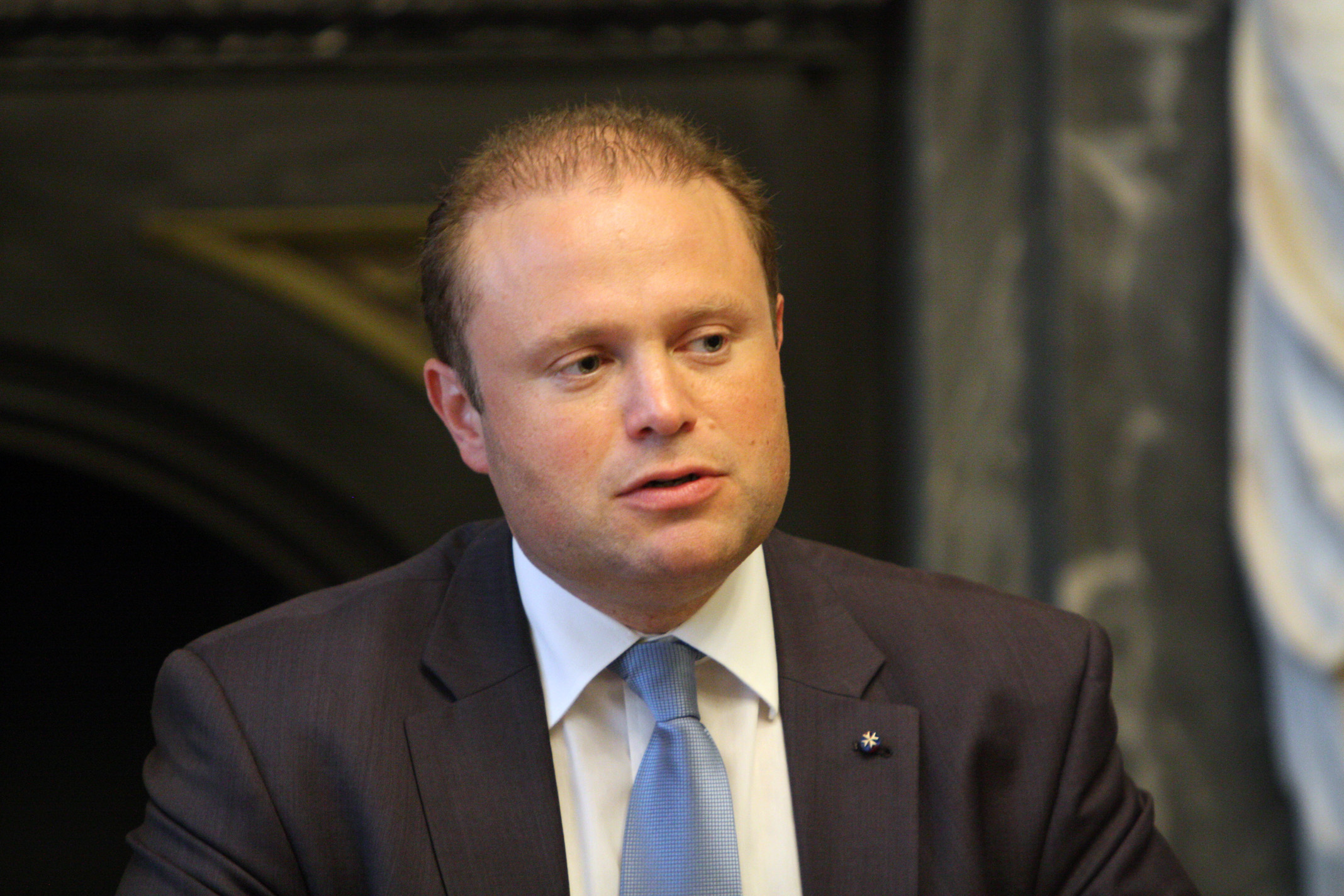
Joseph Muscat (2014)

Das Kabinett Muscat III war vom 9. Juni 2017 bis zum 13. Januar 2020 die Regierung von Malta. Geleitet war es von Premierminister Joseph Muscat von der Partit Laburista (PL). Die Bildung erfolgte im Anschluss an die von der PL gewonnene Parlamentswahl vom 3. Juni 2017, es löste damit das zweite Kabinett Muscat ab.
Das Kabinett umfasst, neben dem Premier, vierzehn Minister (und damit zwei weniger) und zehn Parlamentarische Sekretäre, zwei mehr als zuvor. Alle Mitglieder der Regierung sind zugleich Abgeordnete im maltesischen Parlament.
Kritisch gesehen wurde die erneute Berücksichtigung von Konrad Mizzi aufgrund dessen Auftauchen in den Panama Papers. Muscat verwies auf die Wahlergebnisse sowie die Kompetenz Mizzis und dessen Bewältigung der Probleme von Enemalta. Er zeigte sich überzeugt, dass dieser auch die anstehenden Reformen bei Air Malta erfolgreich umsetzen werde.
Am 13. Januar 2020 wurde es nach dem Rücktritt von Muscat vom Kabinett Abela I unter Premierminister Robert Abela abgelöst.

## Minister
| Amt                                                                        | Name                | Partei           | Anmerkungen                         |
| -------------------------------------------------------------------------- | ------------------- | ---------------- | ----------------------------------- |
| Premierminister                                                            | Joseph Muscat       | Partit Laburista |                                     |
| Stellvertretender Premierminister Minister für Gesundheit                  | Chris Fearne        | Partit Laburista |                                     |
| Minister für Angelegenheiten der Europäischen Union und Gleichberechtigung | Helena Dalli        | Partit Laburista | bis zum 24. Juli 2019               |
| Minister für Angelegenheiten der Europäischen Union und Gleichberechtigung | Edward Zammit Lewis | Partit Laburista | seit 25. Juli 2019                  |
| Außenminister und Minister für Handelsförderung                            | Carmelo Abela       | Partit Laburista |                                     |
| Tourismusminister                                                          | Konrad Mizzi        | Partit Laburista | bis 26. November 2019               |
| Minister für Bildung und Beschäftigung                                     | Evarist Bartolo     | Partit Laburista |                                     |
| Minister für Verkehr, Infrastruktur und Projekte in der Hauptstadt         | Ian Borg            | Partit Laburista |                                     |
| Minister für Umwelt, nachhaltige Entwicklung und Klimawandel               | Jose Herrera        | Partit Laburista |                                     |
| Ministerin für Gozo                                                        | Justyne Caruana     | Partit Laburista |                                     |
| Minister für Wirtschaft, Investitionen und Kleinunternehmen                | Chris Cardona       | Partit Laburista | Amt ruht seit dem 26. November 2019 |
| Minister für Familie, Kinderrechte und soziale Solidarität                 | Michael Falzon      | Partit Laburista |                                     |
| Minister für Inneres und nationale Sicherheit                              | Michael Farrugia    | Partit Laburista |                                     |
| Finanzminister                                                             | Edward Scicluna     | Partit Laburista |                                     |
| Minister für Energie und Wasserreinhaltung                                 | Joe Mizzi           | Partit Laburista |                                     |
| Minister für Justiz, Kultur und Kommunalverwaltung                         | Owen Bonnici        | Partit Laburista |                                     |

Dem Kabinett gehören ferner folgende Parlamentarische Sekretäre an:
| Amt | Name                   | Partei           |
| --- | ---------------------- | ---------------- |
| Parlamentarische Sekretärin beim Premierminister für Reformen, Staatsbürgerschaft und Verwaltungsvereinfachung                            | Julia Farrugia Portell | Partit Laburista |
| Parlamentarischer Sekretär beim Premierminister für Finanzdienstleistungen, digitale Wirtschaft und Innovation                            | Silvio Schembri        | Partit Laburista |
| Parlamentarischer Sekretär beim Minister für Bildung und Beschäftigung für Jugend, Sport und Ehrenamtsorganisationen                      | Ian Borg               | Partit Laburista |
| Parlamentarischer Sekretär beim Minister für EU-Angelegenheiten für EU-Mittel und sozialen Dialog                                         | Aaron Farrugia         |                  |
| Parlamentarischer Sekretär beim Minister für Justiz, Kultur und Kommunalverwaltung für Kommunalverwaltung und Gemeinden                   | Silvio Parnis          | Partit Laburista |
| Parlamentarischer Sekretär beim Minister für Justiz, Kultur und Kommunalverwaltung für Verbraucherschutz und Valetta 2018                 | Deo Debattista         | Partit Laburista |
| Parlamentarischer Sekretär beim Minister für Umwelt, nachhaltige Entwicklung und Klimawandel für Landwirtschaft, Fischerei und Tierrechte | Clint Camilleri        | Partit Laburista |
| Parlamentarischer Sekretär beim Minister für Verkehr, Infrastruktur und Projekte in der Hauptstadt für Planung und den Immobilienmarkt    | Chris Agius            | Partit Laburista |
| Parlamentarischer Sekretär beim Minister für Familie, Kinderrechte und soziale Solidarität für sozialen Wohnungsbau                       | Roderick Galdes        | Partit Laburista |
| Parlamentarischer Sekretär beim Minister für Familie, Kinderrechte und soziale Solidarität für Behinderte und aktives Älterwerden         | Anthony Agius Decelis  | Partit Laburista |